# 藤岡町都賀
藤岡町都賀（ふじおかまちつが）は、栃木県栃木市の大字。郵便番号は323-1106。

## 地理
栃木市の南部、藤岡地域の西端に位置している。東は藤岡町甲、南は群馬県邑楽郡板倉町大字除川・同町大字西岡、西は佐野市高山町・同市越名町、北は佐野市西浦町・藤岡町大田和とそれぞれ隣接している。群馬県との県境付近で渡良瀬川、佐野市との境目の一部で三杉川が流れている。

## 歴史

### 沿革
- 1876年（明治9年） - 大谷田村・沼尻村・川沼新田・中居村・幡張村が合併して都賀村が成立する。
- 1889年（明治22年）4月1日 - 町村制施行により、下都賀郡の大田和村、甲村、都賀村、太田村が合併し下都賀郡三鴨村が成立、三鴨村大字都賀となる。
- 1955年（昭和30年）3月31日 - 三鴨村が、藤岡町（旧）、赤麻村、部屋村と合併し下都賀郡藤岡町（新）が成立、藤岡町大字都賀となる。
- 2010年（平成22年）3月29日 - 藤岡町が栃木市（旧）、大平町、都賀町と合併し栃木市（新）が成立。同時に地域自治区「藤岡町」が設置され、栃木市藤岡町都賀となる。

## 世帯数と人口
2017年（平成29年）8月31日現在の世帯数と人口は以下の通りである。
| 大字       | 世帯数  | 人口    |
| ---------- | ------- | ------- |
| 藤岡町都賀 | 388世帯 | 1,111人 |

## 交通

### 道路
東北自動車道が通過している。最寄りのインターチェンジは、隣接する佐野市西浦町にある佐野藤岡ICである。
- 国道50号
- 栃木県道9号佐野古河線
- 栃木県道282号中藤岡線
- 下都賀西部広域農道

## 小・中学校の学区
市立小・中学校に通う場合、学区は以下の通りとなる。
|      | 小学校             | 中学校                 |
| ---- | ------------------ | ---------------------- |
| 全域 | 栃木市立三鴨小学校 | 栃木市立藤岡第一中学校 |

## その他
- 下都賀郡都賀町（現・栃木市都賀町）は1955年4月1日に家中村と赤津村が合併して成立した全く別の自治体である。